# Stuck Inside a Cloud
«Stuck Inside a Cloud» es una canción del músico británico George Harrison, publicada en el álbum de estudio póstumo Brainwashed (2002). La canción fue publicada como primer sencillo promocional de Brainwashwed, en principio como promo para cadenas de radio estadounidenses y británicas, y alcanzó el puesto 27 en la lista estadounidense Hot Adult Contemporary Tracks.
La canción ocupa la posición número siete de Brainwashed, el número favorito de Harrison. En el DVD que acompaña la edición deluxe de Brainwashed, Dhani, su hijo y productor del álbum junto a Jeff Lynne, comentó que escogió «Stuck Inside a Cloud» como su canción favorita y le otorgó el «honor» de colorcarla como séptimo tema del disco, siguiendo el sistema de secuenciación de canciones que su padre realizaba en sus discos.

## Personal
- George Harrison: voz, guitarra slide, guitarra acústica y coros
- Jeff Lynne: bajo, guitarra eléctrica y piano
- Dhani Harrison: piano eléctrico Wurlitzer
- Jim Keltner: batería